# Pasmo Wyhorlacko-Gutyjskie
Pasmo Wyhorlacko-Gutyjskie (dawniej Łańcuch Wyhorlacko-Gutyński; 523.5, słow. Vihorlatsko-gutínska oblasť, ukr. Вулканічний хребет – Wułkanicznyj chrebet) – makroregion fizycznogeograficzny w Wewnętrznych Karpatach Wschodnich. 
Pasmo Wyhorlacko-Gutyjskie jest pochodzenia wulkanicznego. Przylega do wewnętrznej strony pasma fliszowego i ciągnie się wzdłuż niego. Pocięte dopływami Cisy na liczne pasma: 
- 523.51 Wyhorlat
- 523.52 Makowica
- 523.53 Bużora
- 523.54 Tupy
- 523.55 Góry Oaș
- 523.56 Góry Gutyńskie
- 523.57 Góry Cybleskie